# Sami Al Hashash
Sami Mohamed Al Hashash (arabe : سامي الحشاش) (né le 15 septembre 1959 au Koweït) est un footballeur international koweïtien, qui évoluait au poste de défenseur.

## Biographie

### Carrière en club
Avec Al Arabi, il remporte la Coupe du golfe des clubs champions en 1982.

### Carrière en sélection
Avec l'équipe du Koweït, il figure dans le groupe des sélectionnés lors de la coupe du monde de 1982 (sans jouer de matchs lors de la phase finale). Il prend toutefois part à 4 matchs comptant pour les éliminatoires de la coupe du monde (éditions 1982 et 1986).
Il participe également à la Coupe d'Asie des nations de 1984, ainsi qu'aux JO de 1980. Son équipe se classe troisième de la Coupe d'Asie 1984.